# Franz Günter Lossow

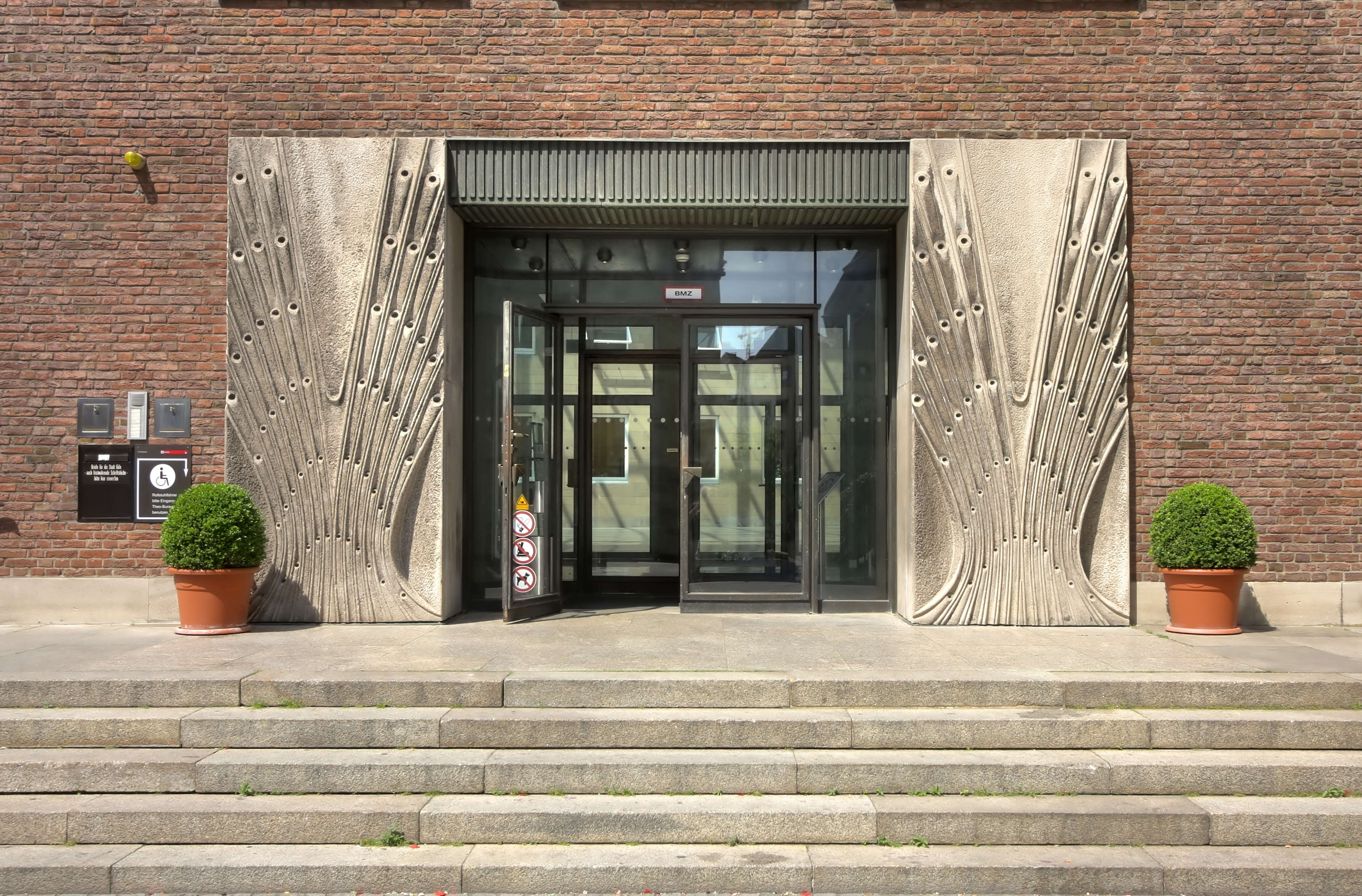
Kölner Rathaus. Eingang zum Spanischen Bau vom Rathausplatz aus. Türgewänder: Ährenreliefs von Günter Lossow.

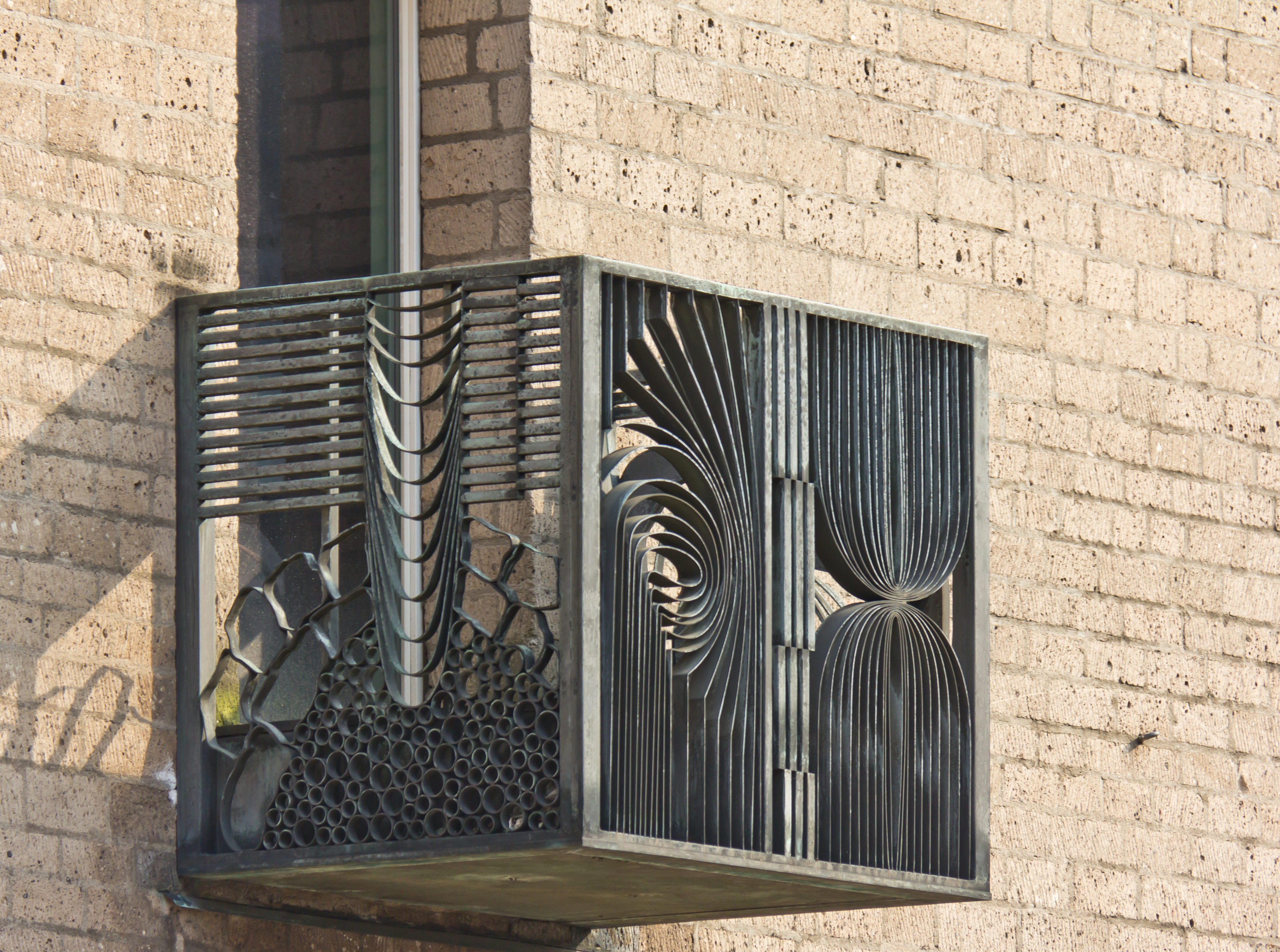
Balkon an der Prophetenkammer des Kölner Rathauses. Entwurf:Günter Lossow

Günter Franz Lossow (* 27. März 1925 in Köln; † 2. Oktober 1975 in Rheinhausen bei Duisburg) war ein deutscher Bildhauer.

## Leben und Werk
Lossow wurde 1925 in Köln geboren, seine Eltern waren der Architekt und Behördenangestellte Karl Hugo Robert Lossow (1880–1940) und dessen Ehefrau Maria Wilhelmine geb. Knierim (1903–1939). Er war verheiratet mit der Krankengymnastin Gerda Lossow, geb. Schwarz (1921–2010).
Von 1941 bis 1943 und 1945 absolvierte er eine Ausbildung als Tischlerlehrling zunächst in der Möbelfabrik Gerhard Kaiser, Köln-Mülheim, später in der Firma Holzbearbeitung H. Wassong KG, Köln-Bayental. In der Zwischenzeit war er im Kriegsdienst. Von 1946 bis 1950 arbeitete er als Bildhauerschüler bei dem Bildhauer Wilhelm Müller in Köln-Südstadt.
Nach seiner Ausbildung bei Willy Meller (1950–1952), Köln-Weiß, arbeitete Lossow seit 1953 in seinem eigenen Atelier in Köln als freischaffender Künstler. Aufträge erhielt Lossow für Kirchen, öffentliche Bauten, Industrie und von privaten Auftraggebern. Seine Arbeitsbereiche umfassten Plastiken, insbesondere in Holz, Stein und Bronze, sowie freie Graphiken, insbesondere Radierungen.
Im Wettbewerb des Deutschen Bundestages zur Schaffung einer 4 × 6 m großen Wandplastik für den Eingang des angebauten achtgeschossigen Erweiterungsbaus (dem „Alten Abgeordnetenhochhaus“ mit Abgeordnetenbüros und Bibliothek) wurde dem Entwurf von Lossow – unter 333 eingereichten Arbeiten – der 1. Preis zuerkannt. Das Relief symbolisierte den Gedanken „Der Zwietracht mitten im Herzen“. Alle damals preisgekrönten Entwürfe wurden nicht ausgeführt.
1958 war die Aufstellung eines von Günter Lossow geschaffenen Ehrenmals am Eingang des zukünftigen Kirchsaals im Tersteegenhaus der Evangelischen Kirchengemeinde Köln-Klettenberg, der Auftakt zur Umwidmung des ehemaligen Festsaals zu einem Kirchsaal. „Von den anläßlich der Umwidmung geschaffenen steinernen Prinzipalstücken ist das mit einem bronzenen Deckel schließende Taufbecken von Günter Lossow (1960) erhalten.“
Am Eingang des Instituts für Medizinische Parasitologie der Universität Bonn schuf Lossow 1966 als „weiteres Markenzeichen“ ein Kupferrelief. Bei dem aus fünf Kupferplatten verschiedener Größe, Ausrichtung und Prägung bestehenden Relief habe der Künstler sich von den mannigfachen Formen der Parasiten anregen lassen, sowohl von ihrer Regelmäßigkeit, als auch von ihrer Bewegtheit. „Der Bezug zur Wissenschaft ist hier in einer tieferen Schicht als nur im Thema gefunden. Künstler und Gelehrter begegnen sich darin, daß sie eine geistige Ordnung zu schaffen vermögen. … Das Relief in der Parasitologie bestätigt die Aufgabe der Wissenschaft in einer künstlerisch phantasievollen Form.“
Das am 1. Oktober 1967 vollendeten Gemeindezentrum der Evangelischen Bodelschwingh-Kirchengemeinde Köln-Höhenhaus wurde im September 2013 profaniert. „Altar, Kanzel und Taufe sowie das Schieferrelief über dem Eingang zum Kirchsaal sind Arbeiten des Bildhauers Günter Lossow aus dem Jahr 1967.“ Das Schieferrelief befindet sich inzwischen in Privatbesitz.
„Der heutige Tabernakel aus Muschelkalk und Bronze der Pfarrkirche St. Mariä Geburt in Köln-Zündorf ist eine Arbeit aus dem Jahre 1971 von Günter Lossow, der auch den Altar, die Altarleuchter und den Ambo gestaltete.“
Für das neuerbaute Astronomische Institut der Universität Bonn (heute Argelander-Institut für Astronomie) schuf Lossow 1973 eine 135 × 172 × 172 cm große Sonnenuhr aus Aluminium. „Wie eine Plastik wurde diese horizontal gelagerte Uhr aus geometrischen Formen gestaltet. Die quadratische Grundplatte wird durch die hoch aufragende als Schattenwerfer dienende Polkante diagonal in zwei Hälften geteilt, die mit Strahlen und Stundenzählung in arabischen Ziffern (1/1 h) versehen sind.“
In der Dietrich-Bonhoeffer-Kirche in Köln-Junkersdorf schuf Lossow für das Zentrum des Gotteshauses, an dem sich beide Raumschalen vereinen und der Boden leicht abgesenkt ist, ein Taufbecken. Der massiver, schmucklose Block aus Muschelkalk mit der Anmutung eines Felsens, hat in der Mitte eine Mulde zur Aufnahme des Taufwassers. An der Seite besitzt er eine weitere Vertiefung für die Kanne des Taufwassers.
Für den Spanischen Bau des Kölner Rathauses, der durch seine Ziegelfassaden geprägt ist, schuf Lossow Reliefs für den Eingang am Rathausplatz. Das Motiv besteht aus in Werksteine gemeißelten Ährenbündel, die sich links und rechts des Eingangs befinden. „Sie symbolisieren unser Wachsen und Gedeihen im Laufe der Zeit.“ Weiterhin gestaltete er das Balkongeländer der Prophetenkammer des Kölner Rathauses.
Für den Neubau eines Pfarrzentrum der katholischen Kirchengemeinde St. Michael Waldbröhl in Nümbrecht gestaltete er das Ziegelrelief der straßenseitigen Giebelfront des Pfarr- und Jugendheims 1975. Er verstarb während der Bauausführung und konnte weitere ihm in der Teamarbeit zugedachte Aufgaben nicht mehr erfüllen. „Das Ziegelrelief stellt in symbolhaften Formen die sich um die Mitte der christlichen Verkündung scharende Gemeinde dar, …“

## Weitere Werke
- Evangelische Christuskirche Bingen[12]: Zwei reliefierte Bronzetüren für die Portale der Nordvorhalle, sowie den Taufstein.
- Katholische Kirche St. Mariae Geburt Köln[13]: Altar, Altarleuchter, Osterleuchter und den Ambo.
- Schule Am Flachrostenweg (von-Bodelschwingh-Str.) Köln-Höhenhaus: Backsteinreliefwände an zwei Gebäudeteilen 1962 (leider teilweise zerstört)
- Osthalle Aachen (Adalbertsteinweg): Backsteinreliefwand (1961)
- Grabmal Ulrich Haberland (1963) in der Bildersammlung: Lossow Köln
- Haematologisch Onkologische Klinik Universität Bonn: Aqua Mobile (1970)